# Sipaliwini (rijeka)
Sipaliwini je rijeka u Surinamu, glavni izvor rijeke Courantyne. Po rijeci je nazvano selo Sipaliwini Savanna i okrug Sipaliwini. Teče kroz selo Kwamalasamutu. Ime se na lokalnom dijalektu prevodi kao rijeka raža kamenica (Raja clavata).